# Monumento a Saturnino López
El monumento a Saturnino López es un conjunto escultórico situado en el centro de la ciudad española de Albacete.
Localizado en el interior del parque Abelardo Sánchez, está dedicado al filántropo y benefactor Saturnino López, quien donó el agua potable a la capital a principios del siglo XX.
Se trata de un conjunto de bronce que incluye el busto de Saturnino López elevado sobre un pedestal con una niña sentada en su base que sostiene un cántaro, el cual vierte agua sobre una concha. Inaugurado en 1929, es obra del escultor Ignacio Pinazo.